# Anteros lectabilis
Anteros lectabilis är en fjärilsart som beskrevs av Hans Ferdinand Emil Julius Stichel 1909. Anteros lectabilis ingår i släktet Anteros och familjen Riodinidae. Inga underarter finns listade i Catalogue of Life.